# Liste de films produits par Mosfilm
Cette liste répertorie les principaux films produits par la société de production soviétique, puis russe, Mosfilm, établie à Moscou.

## Liminaire
Le Service cinématographie panrusse, (VFKO, en russe : ВФКО), naît en 1920 de la nationalisation russe et prend la dénomination de Goskino (Госкино, c'est-à-dire Cinéma d'État) en 1922. L'entreprise nationale cinématographique de l'Union soviétique prend le nom de Mosfilm en 1935.

## Années 1920
- 1925 : Le Cuirassé Potemkine (Броненосец « Потемкин ») de Sergueï Eisenstein
- 1926 : Kachtanka (Каштанка) d'Olga Preobrajenskaïa
- 1926 : Le Traître (ru) (Предатель) d'Abram Room
- 1926 : Les Skotinine (Господа Скотинины (ru)) de Grigori Rochal
- 1927 : Ania (Аня (ru)) d'Olga Preobrajenskaïa
- 1927 : Café Fanconi (Кафе Фанкони (ru)) de Mikhaïl Kaptchinski
- 1927 : Léon Couturier (Леон Кутюрье) de Vladimir Kasianov
- 1928 : Cahots (Ухабы) d'Abram Room
- 1928 : La Ville lumineuse (Светлый город) d'Ivan Pravov et Olga Preobrajenskaïa
- 1928 : Le Bagne (Каторга) de Youli Raizman
- 1929 : La Dernière Attraction (Последний аттракцион) d'Ivan Pravov et Olga Preobrajenskaïa
- 1929 : Son chemin (Ее путь) d'Aleksandr Chtrijak

## Années 1930
- 1930 : Aujourd’hui (Сегодня)
- 1930 : La Personne inconnue (Неизвестное лицо)
- 1930 : Revanche (Реванш)
- 1931 : Bombist (Бомбист)
- 1933 : La Chaîne de la mort (Конвейер смерти)
- 1933 : Une seule joie (Одна радость)
- 1934 : Boule de Suif (Pyshka, Пышка)
- 1934 : Jours printaniers (Весенние дни)
- 1934 : La Nuit de Saint-Petersbourg (Петербургская ночь)
- 1934 : La Vie privée de Piotr Vinogradov (Частная жизнь Петра Виноградова)
- 1934 : Les Rêveurs (Мечтатели)
- 1935 : Aerograd (Аэроград)
- 1935 : Ballon et cœur (Мяч и сердце)
- 1935 : Le Nouveau Gulliver (Новый Гулливер)
- 1935 : Le Voyage cosmique (Космический рейс)
- 1935 : Les Aviateurs (Летчики)
- 1935 : Les Sentiers de l'ennemi (Вражьи тропы)
- 1936 : Détenus (Заключенные)
- 1936 : La Carte du parti (Партийный билет)
- 1936 : La Dernière Nuit (Последняя ночь)
- 1936 : La Fille qui faisait des miracles (Чудесница)
- 1936 : La Patrie appelle (Родина зовет)
- 1936 : Le Cirque (Цирк)
- 1936 : Le Renard et le Loup (Лиса и волк)
- 1936 : Les Aubes de Paris (Зори Парижа)
- 1936 : Les Enfants du capitaine Grant (Дети капитана Гранта)
- 1936 : Les Marins de Kronstadt (Мы из Кронштадта)
- 1936 : Les Treize (Тринадцать)
- 1937 : Gavroche (Гаврош)
- 1937 : Le Conte du pêcheur et du poisson (Сказка о рыбаке и рыбке)
- 1937 : Le Pays des Soviets (Страна Советов)
- 1937 : Le Testament (aussi Le Testament du chien) (Skotnika)
- 1937 : Lénine en octobre (Ленин в октябре)
- 1938 : Alexandre Nevski (Александр Невский)
- 1938 : La Famille Oppenheim (Семья Оппенгейм)
- 1938 : La Nouvelle Moscou (Новая Москва)
- 1938 : La Victoire (Победа)
- 1938 : Le Loup et les sept chèvres (Волк и семеро козлят)
- 1938 : Les Soldats des marais (Болотные солдаты)
- 1938 : Rouslan et Ludmila (Руслан и Людмила)
- 1938 : Si demain c’est la guerre (Если завтра война)
- 1938 : Volga Volga (Волга-Волга)
- 1939 : À la recherche de la joie (В поисках радости)
- 1939 : Enfant perdu (Подкидыш)
- 1939 : Jeunesse florissante (Цветущая юность)
- 1939 : La Clé d’or (Золотой ключик)
- 1939 : La Faute de l'ingénieur Kotchine (Ошибка инженера Кочина)
- 1939 : La Fille avec du caractère (Девушка с характером)
- 1939 : Lénine en 1918 (Ленин в 1918 году)
- 1939 : Les Tractoristes (Трактористы)
- 1939 : Minine et Pojarski (Минин и Пожарский)
- 1939 : Stepan Razine (Степан Разин)
- 1939 : Terres défrichées / Terres emblavées (Поднятая Целина)
- 1939 : Une nuit en septembre (Ночь в сентябре)

## Années 1940
- 1940 : 20 ans de cinéma soviétique (20 лет советского кино / Кино за 20 лет)
- 1940 : La Bien-aimée (Любимая девушка)
- 1940 : La Loi de la vie (Закон жизни)
- 1940 : La Voie lumineuse (Светлый путь)
- 1940 : Le Vieux jockey (Старый наездник)
- 1940 : Souvorov (Суворов)
- 1940 : Sur les voix (На путях)
- 1940 : Valse-concert (Концерт-вальс)
- 1940 : Vie quotidienne (Будни)
- 1941 : L'Affaire Artamonov (Дело Артамоновых)
- 1941 : La Graine magique (Волшебное зерно)
- 1941 : La Porchère et le Berger (Свинарка и пастух)
- 1941 : La Première Cavalerie (Первая конная)
- 1941 : Le Porcher (Свинопас)
- 1941 : Le Rêve (Мечта)
- 1941 : Nouvelles cinématographiques en couleur (Цветные киноновеллы)
- 1941 : Quatre cœurs (Сердца четырех)
- 1941 : Un gars de la taïga (Парень из тайги)
- 1942 : Kotovski (Котовский)
- 1942 : Le Pays natal (Страна родная)
- 1942 : Le Secrétaire de Raïkom / Les Partisans (Секретарь райкома)
- 1942 : Les Assassins prennent le large (Убийцы выходят на дорогу)
- 1942 : Machenka (Машенька)
- 1942 : Un jeune homme de notre ville (Парень из нашего города)
- 1943 : Attends-moi (Жди меня)
- 1943 : Au nom de la patrie (Во имя Родины)
- 1943 : Koutouzov (Кутузов)
- 1944 : Des jours et des nuits (Дни и ночи)
- 1944 : Ivan Nikouline, matelot russe (Иван Никулин русский матрос)
- 1944 : L'Invasion (Нашествие)
- 1944 : La Grande Terre (Большая земля)
- 1944 : La Noce / Le Mariage (Свадьба)
- 1944 : Le Ciel de Moscou (Небо Москвы)
- 1944 : Matricule 217 (Человек 217)
- 1944 : Six heures du soir après la guerre (В шесть часов вечера после войны)
- 1945 : Champs patriotiques (Родные поля)
- 1945 : Coupable, quoique innocent (Без вины виноватые)
- 1945 : Ivan le Terrible (deuxième partie)
- 1945 : Les Jumeaux (Близнецы)
- 1945 : Salut Moscou (Здравствуй, Москва!)
- 1946 : Amiral Nakhimov (Адмирал Нахимов)
- 1946 : Dans les montagnes de Yougoslavie (В горах Югославии)
- 1946 : Glinka (Глинка)
- 1946 : L'Ancien Vaudeville (Старинный водевиль)
- 1946 : La Fleur de pierre (Каменный цветок)
- 1946 : Les Premiers Gants (Первая перчатка)
- 1946 : Notre cœur (Наше сердце)
- 1946 : Une entreprise mouvementée (Беспокойное хозяйство)
- 1947 : La Question russe (Русский вопрос)
- 1947 : Le Dit de la terre sibérienne (Сказание о земле сибирской)
- 1947 : Le Printemps (Весна)
- 1947 : Le Train d’Extrême Orient (Поезд идёт на Восток)
- 1947 : Lumière sur la Russie (Свет над Россией)
- 1948 : Histoire d'un homme véritable (Повесть о настоящем человеке)
- 1948 : Le Chemin de la gloire (Путь славы)
- 1948 : Mitchourine (Мичурин)
- 1948 : Trois rencontres (Три встречи)
- 1949 : La Bataille de Stalingrad (Сталинградская битва)
- 1949 : La Chute de Berlin (Падение Берлина)
- 1949 : Les Cosaques de Kouban (Кубанские казаки)
- 1949 : Rencontre sur l'Elbe (Встреча на Эльбе)
- 1949 : Tribunal d'honneur (Суд чести)

## Années 1950

### 1950
- 1950 : Joukovski (Жуковский)
- 1950 : Le Chevalier à l'étoile d'or (Кавалер Золотой звезды)
- 1950 : Le Complot des condamnés (Заговор обреченных)
- 1950 : Les Audacieux (Смелые люди)
- 1950 : Loin de Moscou (Далеко от Москвы)

### 1951
- 1951 : Adieu, Amérique (Прощай, Америка!)
- 1951 : L'Honneur des sportifs (Спортивная честь)
- 1951 : L'Inoubliable 1919 (Незабываемый 1919-й)
- 1951 : Prjevalski (Пржевальский)
- 1952 : Egor Boulytchev et les autres (Егор Булычев и другие)
- 1952 : L'École de la médisance (Школа злословия)
- 1952 : La Moisson (Возвращение Василия Бортникова)
- 1952 : Le Compositeur Glinka (Композитор глинка)
- 1952 : Le Maître de danse (Учитель танцев)
- 1952 : Le Révizor (Ревизор)
- 1952 : Le Tour du monde de Sadko (Садко)
- 1952 : Nous sommes pour la paix (Мы за мир)

### 1953
- 1953 : Le Fruit du péché (Беззаконие)
- 1953 : Amiral Ouchakov (L'Amiral Tempête, Адмирал Ушаков)
- 1953 : Anna Karénine (Анна Каренина)
- 1953 : La Frontière dans la montagne (Застава в горах)
- 1953 : Le Parasite (Нахлебник)
- 1953 : Les navires attaquent les bastions (Корабли штурмуют бастионы)
- 1953 : Les Tourbillons hostiles (Вихри враждебные)
- 1953 : Mariage avec dot (Свадьба с приданым)
- 1953 : Poussière d’argent (Серебристая пыль)
- 1953 : Skanderbeg (Великий воин Албании Скандербег)

### 1954
- 1954 : Allumette suédoise (Шведская спичка)
- 1954 : Amis fidèles (Верные друзья)
- 1954 : Boris Godounov (Борис Годунов)
- 1954 : Certificat de fin d'études (Аттестат зрелости)
- 1954 : L'École du courage (Школа мужества)
- 1954 : L'Épreuve de fidélité (Испытание верности)
- 1954 : Le Chasseur marin (Морской охотник)
- 1954 : Les Pommes en or (Золотые яблоки)
- 1954 : Nous nous sommes rencontrés quelque part (Мы с вами где - то встречались)

### 1955
- 1955 : Romeo et Juliette (Ромео и Джульетта)
- 1955 : Chute de l'Émirat (Крушение эмирата)
- 1955 : Derrière la vitrine du super marché (За витриной универмага)
- 1955 : La Cigale (Попрыгунья)
- 1955 : La Leçon de la vie (Урок жизни)
- 1955 : La Route (Дорога)
- 1955 : Le Fils (Сын)
- 1956 : Le Mexicain (Мексиканец)
- 1955 : Le Premier Convoi (Первый эшелон)
- 1955 : Les Sans-entrave / Le Sel de la mer  (Вольница)
- 1955 : Les Voix printanières (Весенние голоса)
- 1955 : Othello (Отелло)
- 1955 : Saltanat (Салтанат)

### 1956
- 1956 : Journée folle (Безумный день)
- 1956 : La Garnison immortelle (Бессмертный гарнизон)
- 1956 : La Nuit de carnaval (Карнавальная ночь)
- 1956 : Le cœur bat de nouveau (Сердце бьется вновь)
- 1956 : Le Géant des steppes (Илья Муромец)
- 1956 : Le Long Chemin (Долгий путь)
- 1956 : Le Nœud serré (Тугой узел)
- 1956 : Le Quarante et unième (Сорок первый)
- 1956 : Meurtre dans la rue Dante (Убийство на улице Данте)
- 1956 : Premières Joies (Первые радости)
- 1956 : Révolte à Saint-Pétersbourg (Пролог)
- 1956 : Sur les planches de la scène (На подмостках сцены)
- 1956 : Un homme est né (Человек родился)
- 1956 : Une leçon d'histoire (Урок истории)

### 1957
- 1957 : Quand passent les cigognes (Летят журавли, Letiat jouravli) de Mikhaïl Kalatozov
- 1957 : Des verstes sous le feu (Огненные версты)
- 1957 : Incident à la mine N°8 (Случай на шахте восемь)
- 1957 : La Hauteur (Высота)
- 1957 : Jeune fille sans adresse (Девушка без адреса)
- 1957 : La Légende du cœur de glace (Легенда о ледяном сердце)
- 1957 : La Symphonie de Léningrad (Ленинградская симфония)
- 1957 : Le Communiste (Коммунист)
- 1957 : Le Duel (Поединок)
- 1957 : Le Lutteur et le Clown (Борец и клоун)
- 1957 : Les Sœurs (Сестры)
- 1957 : Récits sur Lénine (Рассказы о Ленине)
- 1957 : Un petit garçon élastique (Гуттаперчевый мальчик)
- 1957 : Un printemps inoubliable (Неповторимая весна)
- 1957 : Vers la Mer noire (К Черному морю)
- 1957 : Le Voyage des trois mers (Хождение за три моря)

### 1958
- 1958 : Affaire des 'Bariolés' (Дело 'Пестрых')
- 1958 : Au-dessus de la Tissa (Над Тиссой)
- 1958 : D'homme à homme (Человек человеку)
- 1958 : Dans un petit port tranquille (У тихой пристани)
- 1958 : L'Année 1918 (Восемнадцатый год)
- 1958 : L'Avalanche (Лавина с гор)
- 1958 : L'Idiot (Идиот « Настасья Филипповна»)
- 1958 : La Fille du capitaine (Капитанская дочка)
- 1958 : La Jeune Fille à la guitare (Девушка с гитарой)
- 1958 : La Pie voleuse (Сорока- воровка)
- 1958 : La Vie est passée à côté (Жизнь прошла мимо)
- 1958 : Le fiancé venu de l’autre monde (Жених с того света)
- 1958 : Le matelot venu de la comète (Матрос с «кометы»)
- 1958 : Le Poème à la mer (Поэма о море)
- 1958 : Le Vent (Ветер)
- 1958 : Sampo (Сампо)
- 1958 : Trois sont sortis de la forêt (Трое вышли из леса)
- 1958 : Un bonheur difficile (Трудное счастье)

### 1959
- 1959 : À la rencontre de l'aube (Заре навстречу)
- 1959 : Annouchka (Аннушка)
- 1959 : Leurs premières amours (Сверстницы)
- 1959 : Aube grise (Хмурое утро)
- 1959 : Ce sont aussi des hommes (Тоже люди)
- 1959 : Cruauté (Жестокость)
- 1959 : Des soldats marchaient (Шли солдаты)
- 1959 : Irréductibles (Неподдающиеся)
- 1959 : La Ballade du soldat (Баллада о солдате)
- 1959 : La Maison en or (Золотой дом)
- 1959 : Le Destin d'un homme (Судьба человека)
- 1959 : Le Soleil brille pour tout le monde (Солнце светит всем)
- 1959 : Les Hommes sur le pont (Люди на мосту)
- 1959 : Les Nuits blanches (Белые ночи)
- 1959 : Tout commence par la route (Все начинается с дороги)

## Années 1960
- 1960 : La Lettre inachevée (Неотправленное письмо)
- 1960 : Absolument sérieux (Совершенно серьезно)
- 1960 : Amour d'Aliocha (Алешкина любовь)
- 1960 : Cinq jours, cinq nuits (Пять дней, пять ночей)
- 1960 : Contemporain du siècle (Ровесник века)
- 1960 : Eugénie Grandet (Евгения Гранде)
- 1960 : Ivan Rybakov (Иван Рыбакоv)
- 1960 : L'Enseigne Panine (Мичман Панин)
- 1960 : Le Musicien aveugle (Слепой музыкант)
- 1960 : Les Âmes mortes (Мертвые души)
- 1960 : Normandie Niémen (Нормандия — Неман)
- 1960 : Nouvelle du nord (Северная повесть)
- 1960 : Nuages au-dessus de Borsk (Тучи над Борском)
- 1960 : Récit des années de feu (Повесть пламенных лет)
- 1960 : Résurrection (Воскресение)
- 1960 : Serioja (Сережа)
- 1960 : Souvenir russe (Русский сувенир)
- 1960 : Trois fois ressuscité (Трижды воскресший)
- 1960 : Une période probatoire (Испытательный срок)
- 1961 : Alba Regia (Альба Регия)
- 1961 : Alenka (Аленка)
- 1961 : Bataille par la route (Битва в пути)
- 1961 : Ciel pur (Чистое небо)
- 1961 : Jeunes Filles (Девчата)
- 1961 : Kolka, mon ami (Друг мой, Колька!)
- 1961 : L'Académicien d'Askanie (Академик из Аскании)
- 1961 : L'Homme de nulle part (Человек ниоткуда)
- 1961 : Le Chien Barbosse et le Cross inhabituel (Пес Барбос и необычный кросс)
- 1961 : Le Jugement des fous (Суд Сумасшедших)
- 1961 : Les Cosaques (Казаки)
- 1961 : Les Voiles écarlates (Алые паруса)
- 1961 : Neuf jours d'une année (Девять дней одного года)
- 1961 : Notre ami commun (Наш общий друг)
- 1961 : Paix à celui qui vient au monde (Мир входящему)
- 1961 : Une nuit sans merci (Ночь без милосердия)
- 1961 : Vent libre (Вольный ветер)
- 1962 : Au seuil de ta porte (У твоего порога)
- 1962 : Deux dans la steppe (Двое в степи)
- 1962 : Entrée dans la vie (Вступление)
- 1962 : Et si c'était l'amour ? (А если это любовь?)
- 1962 : Jeune-vert (Молодо-зелено)
- 1962 : L'Enfance d'Ivan (Иваново детство)
- 1962 : La Ballade des Hussards (Гусарская баллада)
- 1962 : Le Grand Chemin (Большая дорога)
- 1962 : La Pécheresse (Грешница)
- 1962 : La Troisième mi-temps (Третий тайм)
- 1962 : Le Chemin vers le débarcadère (Путь к причалу)
- 1962 : Les Collègues (Коллеги)
- 1962 : Les Hommes d'affaires (Деловые люди)
- 1962 : Les Sept Nounous (Семь нянек)
- 1962 : Mon jeune frère / Mon frère cadet (Мой младший брат)
- 1962 : Pavloukha (Павлуха)
- 1962 : Sans peur ni reproche (Без страха и упрека)
- 1962 : Un déplacement subtil (Ход конем)
- 1963 : Je m'balade dans Moscou (Я шагаю по Москве)
- 1963 : La Petite Gare / La Halte / Le Signal d'alarme (Полустанок)
- 1963 : La Tragédie optimiste (Оптимистическая трагедия)
- 1963 : Les Mélodies de Dounaevski (Мелодии Дунаевского)
- 1963 : Les Vivants et les Morts (Живые и мертвые)
- 1963 : Officier des urgences (Сотрудник ЧК)
- 1963 : Silence (Тишина)
- 1963 : Une détonation dans le brouillard (Выстрел в тумане)
- 1963 : Une histoire vraie (Непридуманная история)
- 1964 : Au revoir les garçons ! (До свидания, мальчики!)
- 1964 : Il était une fois un vieux et une vieille (Жили-были старик со старухой)
- 1964 : L’Île des sorcières (Остров Колдун)
- 1964 : La Desna enchantée (Зачарованная Десна)
- 1964 : La Flamme inextinguible (Негасимое пламя)
- 1964 : La Forêt russe (Русский лес)
- 1964 : La Lumière d'une étoile lointaine (Свет далекой звезды)
- 1964 : Le Bracelet de grenat (Гранатовый браслет)
- 1964 : Le Conte du temps perdu (Сказка о потерянном времени)
- 1964 : Le Grand Minerai (Большая руда)
- 1964 : Le Mariage de Balzaminov (Женитьба Бальзаминова)
- 1964 : Les Joueurs de hockey (Хоккеисты)
- 1964 : Les Trois Sœurs (Три сестры)
- 1964 : Où es-tu maintenant Maksim ? (Где ты теперь, Максим ?)
- 1964 : Président (Председатель)
- 1964 : Soy Cuba (Я - Куба)
- 1964 : Soyez les bienvenus ou entrée interdite aux étrangers (Добро пожаловать или Посторонним вход воспрещен)
- 1964 : Tempête de neige (Метель)
- 1964 : Un pouce de terre (Пядь земли)
- 1964 : Viens ici Moukhtar (Ко мне, Мухтар)
- 1965 : Chistye prudy (Чистые пруды)
- 1965 : Donnez-moi le livre des réclamations (Дайте жалобную книгу)
- 1965 : Egaré (Заблудший)
- 1965 : Guerre et Paix (Война и мир)
- 1965 : Ils ne passeront pas (Они не пройдут)
- 1965 : Karl Marx (Год как жизнь)
- 1965 : La Cuisinière (Стряпуха)
- 1965 : Le Fascisme ordinaire (Обыкновенный фашизм)
- 1965 : Le Lion dormant (Спящий лев)
- 1965 : Le Marché noir (Черный бизнес)
- 1965 : Le Premier Maître (Первый учитель)
- 1965 : Lénine en Suisse (Ленин в Швейцари)
- 1965 : Les Aventures d'un dentiste (Похождения зубного врача)
- 1965 : Notre maison (Наш дом)
- 1965 : Opération « Y » et autres aventures de Chourik (Операция «Ы» и другие приключения Шурика)
- 1965 : Ouvrez, on sonne (Звонят, откройте дверь)
- 1965 : Temps, en avant ! (Время, вперед!)
- 1965 : Trente-Trois (Тридцать три)
- 1966 : Aibolit - 66 (Айболит - 66)
- 1966 : Andreï Roublev (Андрей Рублев)
- 1966 : Attention, automobile (Берегись автомобиля)
- 1966 : L'Homme que j’aime (Человек, которого я люблю)
- 1966 : La Prisonnière du Caucase ou les Nouvelles Aventures de Chourik (Кавказская пленница или Новые приключения Шурика)
- 1966 : La Régate royale (Королевская регата)
- 1966 : La Sœur aînée (Старшая Сестра)
- 1966 : Le Conte du tsar Saltan (Сказка о царе Салтане)
- 1966 : Le Coup de pistolet (Выстрел)
- 1966 : Le Diable avec une serviette (Черт с портфелем)
- 1966 : Le Rêve de l'oncle (Дядюшкин сон)
- 1966 : Lénine en Pologne (Ленин в Польше)
- 1966 : Les Ailes (Крылья)
- 1966 : Les Étoiles du jour (Дневные звезды)
- 1966 : Les Justiciers insaisissables (Неуловимые мстители)
- 1966 : Plaisanterie (Шуточка)
- 1966 : Pluie de juillet (Июльский дождь)
- 1966 : Sur la glace mince (По тонкому льду)
- 1966 : Une anecdote stupide (Скверный анекдот)
- 1966 : Veille (Накануне)
- 1967 : Ange (Ангел)
- 1967 : Anna Karénine (Анна Каренина)
- 1967 : Ils habitent à côté (Они живут рядом)
- 1967 : L'Inoubliable (Незабываемое)
- 1967 : La Commissaire (Комиссар)
- 1967 : La Petite Noix dure (Крепкий орешек)
- 1967 : Le Bonheur d'Assia (История Аси Клячиной, которая любила, да не вышла замуж)
- 1967 : Le Châtiment (Возмездие)
- 1967 : Le Pays de l'électricité (Родина электричества)
- 1967 : Le Royaume des femmes (Бабье царство)
- 1967 : Le Torrent de fer (Железный поток)
- 1967 : Les Arènes (Арена)
- 1967 : Major Vikh (Майор Вихрь)
- 1967 : Nikolaï Bauman (Николай Бауман)
- 1967 : Noces d'automne (Осенние свадьбы)
- 1967 : Prestidigitateur (Фокусник)
- 1967 : Rien que des filles dans le ciel (В небе только девушки)
- 1967 : Sofia Perovskaïa (Софья Перовская)
- 1967 : Ton contemporain (Твой современник)
- 1967 : Vij (Вий)
- 1968 : Deux Camarades à l'armée (Служили два товарища)
- 1968 : Le Bras de diamant (Brilliantovaïa rouka, Бриллиантовая рука) de Leonid Gaïdaï
- 1968 : Djamilia (Джамиля)
- 1968 : L'Amour de Serafim Frolov (Любовь Серафима Фролова)
- 1968 : La Course du cheval (Бег иноходца)
- 1968 : La Première Jeune Fille (Первая девушка)
- 1968 : Le Glaive et le Bouclier (Щит и меч)
- 1968 : Le Veau d’or (Золотой теленок)
- 1968 : Les Frères Karamazov (Братья Карамазовы)
- 1968 : Les Méandres du succès (Зигзаг удачи)
- 1968 : Les Nouvelles aventures des insaisissables (Новые приключения неуловимых)
- 1968 : Loin à l'Ouest (Далеко на Западе)
- 1968 : Maître de la taïga (Хозяин тайги)
- 1968 : Sept vieux et une jeune fille (Семь стариков и одна девушка)
- 1968 : Six juillet (Шестое июля)
- 1968 : Un bras en diamants (Бриллиантовая рука)
- 1969 : Adjudant de son Excellence (Адъютант его превосходительства)
- 1969 : Au sujet de Klav Ivanov (Про Клаву Иванову)
- 1969 : Brille, mon étoile, brille (Гори гори, моя звезда)
- 1969 : De n'avoir rien à faire (От нечего делать)
- 1969 : Directeur (Директор)
- 1969 : Fleurs tardives (Цветы запоздалые)
- 1969 : Il y a quelqu'un ? (Эй, кто нибудь!)
- 1969 : Je suis sa fiancée (Я его невеста)
- 1969 : L'Ancienne Connaissance (Старый знакомый)
- 1969 : L'Écho des neiges lointaines (Эхо далеких снегов)
- 1969 : La Tente rouge (Красная палатка)
- 1969 : Le Bonheur familial (Семейное счастье)
- 1969 : Le Roi du manège (Король манежа)
- 1969 : Les Portes d’or (Золотые ворота)
- 1969 : Ne sois pas triste (Не горюй!)
- 1969 : Non justiciable (Неподсуден )
- 1969 : Tchaïkovski (Чайковский)
- 1969 : Tous les soirs à onze heures (Каждый вечер в одиннадцать)
- 1969 : Un amour de Tchekhov (Сюжет для небольшого рассказа)
- 1969 : Un nid de gentilshommes (Дворянское гнездо)

## Années 1970
Années 1970-1974
- 1970 : Attention, tortue (Внимание, черепаха!)
- 1970 : Chants de la mer (Песни моря)
- 1970 : Et c'était le soir, et c'était le matin ... (И был вечер, и было утро...)
- 1970 : L'Expiation (Расплата)
- 1970 : L'Un d'entre nous (Один из нас)
- 1970 : La Couronne de l'Empire russe (Корона Российской империи, 1 серия)
- 1970 : La Fuite (Бег)
- 1970 : La Gare de Biélorussie (Белорусский вокзал)
- 1970 : Libération (Освобождение)
- 1970 : La Mémoire (Память)
- 1970 : La Mouette (Чайка)
- 1970 : La Place rouge (Красная площадь)
- 1970 : Le Manège de chevaux de bois (Карусель)
- 1970 : Le Train du lendemain (Поезд в завтрашний день)
- 1970 : Les Carillons du Kremlin (Кремлевские куранты)
- 1970 : Les Fleurs du soleil (Подсолнухи)
- 1970 : Ma rue (Моя улица)
- 1970 : Oncle Vania (Дядя Ваня)
- 1970 : Quand le brouillard se disperse (Когда расходится туман)
- 1970 : Sport, sport, sport (Спорт , спорт , спорт)
- 1970 : Un caractère de marin (Морской характер)
- 1970 : Un caractère merveilleux (Чудный характер)
- 1970 : Waterloo (Ватерлоо)
- 1971 : Chante ta chanson, poète... (Пой Песню, Поэт...)
- 1971 : Disparition du témoin (Пропажа свидетеля)
- 1971 : Ecoutez de l'autre côté (Слушайте на той стороне)
- 1971 : Egor Boulytchev et les autres (Егор Булычев и другие)
- 1971 : En avance sur son temps (Преждевременный человек)
- 1971 : La Bataille de Berlin (Битва за Берлин)
- 1971 : La Couronne de l'Empire russe (deuxième partie) (Корона Российской империи или Снова неуловимые)
- 1971 : Le Dernier Assaut (Последний штурм)
- 1971 : Le Septième ciel (Седьмое небо)
- 1971 : Le Soldat est revenu du front (Пришел солдат с фронта)
- 1971 : Les Douze Chaises (Двенадцать стульев)
- 1971 : Les étoiles ne s'éteignent pas (Звезды не гаснут)
- 1971 : Les Gentilshommes de la chance (Джентльмены удачи)
- 1971 : Les Vieux-brigands (Старики-разбойники)
- 1971 : Rouslan et Ludmila (Руслан и Людмила)
- 1971 : Télégramme (Телеграмма)
- 1971 : Toi et moi (Ты и я)
- 1971 : Une saison de pêche (Путина)
- 1972 : Cinquante - cinquante (Пятьдесят на пятьдесят)
- 1972 : Dompter le feu (Укрощение огня)
- 1972 : La Neige chaude (Горячий снег)
- 1972 : La Sibérienne (Сибирячка)
- 1972 : Le Combat après la victoire (Бой после победы)
- 1972 : Le Commandant du joyeux 'brochet' (Командир счастливой «щуки»)
- 1972 : Le Continent flamboyant (Пылающий континент)
- 1972 : Le Doux mot de liberté (Это сладкое слово - свобода!)
- 1972 : Le Grand changement (Большая перемена)
- 1972 : Le Maître de poste (Станционный смотритель)
- 1972 : Le Quatrième (Четвертый)
- 1972 : Point, point et virgule (Точка, точка, запятая...)
- 1972 : Solaris (Солярис)
- 1972 : Tchipollino (Чиполлино)
- 1972 : Toujours sur ses gardes ! (Всегда начеку!)
- 1972 : Un hôte inattendu (Нежданный гость)
- 1972 : Virage dangereux (Опасный поворот)
- 1973 : 100% Nylon (Нейлон 100%)
- 1973 : Accomplissement des souhaits (Исполнение желаний)
- 1973 : Avec toi et sans toi (С тобой и без тебя)
- 1973 : Beaucoup de bruit pour rien (Много шума из ничего)
- 1973 : Chili – le temps de la lutte, le temps des souffrances (Чили — время борьбы , время тревог)
- 1973 : Deux en chemin (Двое в пути)
- 1973 : Et aussi sur le Pacifique… (И на Тихом океане...)
- 1973 : Ivan Vassilievitch change de profession (Иван Васильевич меняет профессию)
- 1973 : L'Homme en civil (Человек в штатском)
- 1973 : L'Obier rouge (Калина красная)
- 1973 : La Datcha (Дача)
- 1973 : La Terre de Sannikov (Земля Санникова)
- 1973 : La Vie sur la terre pécheresse (Жизнь на грешной земле)
- 1973 : Le Garçon perdu (Совсем пропащий)
- 1973 : Le Menteur incorrigible (Неисправимый лгун)
- 1973 : Le Silence du Dr. Evans (Молчание доктора Ивенса)
- 1973 : Les Aventures invraisemblables d’Italiens en Russie (Невероятные приключения итальянцев в России)
- 1973 : Les Enfants de Vaniouchine (Дети Ванюшина)
- 1973 : Les Gens et les Cités (Города и годы)
- 1973 : Sans retour (Возврата нет)
- 1973 : Visite de courtoisie (Визит вежливости)
- 1974 : Le Nôtre parmi les autres (ou Ami chez les ennemis, ennemi chez les siens) (Свой среди чужих чужой среди своих)
- 1974 : Anna Karénine (Анна Каренина)
- 1974 : Camarados. Camarade (Камарадос. Товарищ)
- 1974 : Des montagnes si hautes (Такие высокие горы)
- 1974 : L'Accident (Авария)
- 1974 : L'Automne (Осень)
- 1974 : L'Automobile, le violon et le chien Kliaksa (Автомобиль, скрипка и собака Клякса)
- 1974 : L'Averse (Ливень)
- 1974 : L'Étourneau et la lyre (Скворец и лира)
- 1974 : La Grande Attraction (Большой аттракцион)
- 1974 : La Romance des amoureux (Романс о влюбленных)
- 1974 : Le Choix du but (Выбор цели)
- 1974 : Le Décollage est retardé (Вылет задерживается)
- 1974 : Le Miroir (Зеркало)
- 1974 : Le Mois le plus chaud (Самый жаркий месяц)
- 1974 : Les Gens du pays (Земляки)
- 1974 : Meurtre à l'anglaise (Чисто английское убийство)
- 1974 : Moscou, mon amour (Москва, любовь моя)
- 1974 : Océan (Океан)
- 1974 : Raspoutine, l'agonie (Агония)
- 1974 : Si tu veux être heureux (Если хочешь быть счастливым)

Années 1975-1979
- 1975 : Afonia (Афоня)
- 1975 : Aou-ou! Nouvelle 2 'Le chant' (Ау-у! Новелла 2 'Песня')
- 1975 : Au bout du monde (На край света)
- 1975 : Autrefois à Pochekhonie (Пошехонская старина)
- 1975 : C'est impossible (Не может быть!)
- 1975 : Cent jours après l'enfance (Сто дней после детства)
- 1975 : Dersou Ouzala (Дерсу Узала) d'Akira Kurosawa
- 1975 : Des Diamants pour Marie (Алмазы для Марии)
- 1975 : Histoire du cœur humain (Повесть о человеческом сердце )
- 1975 : Ils ont combattu pour la patrie (Они сражались за Родину)
- 1975 : L'Esclave de l’amour (Раба любви)
- 1975 : L'Ironie du sort (Ирония судьбы или с легким паром)
- 1975 : La Dernière Victime (Последняя жертва)
- 1975 : La Famille Ivanov (Семья Ивановых)
- 1975 : La Fuite de Monsieur Mac-Kinley (Бегство мистера Мак-Кинли)
- 1975 : Le Soldat de la Patrie (Родины солдат)
- 1975 : Ma maison c'est le théâtre (Мой дом — театр)
- 1975 : Maïakovski rit (Маяковский смеется)
- 1975 : Noces répétées (Повторная свадьба)
- 1975 : Quand arrive septembre (Когда наступает сентябрь)
- 1975 : Sans droit à l'erreur (Без права на ошибку)
- 1975 : Solo pour éléphant et orchestre (Соло для слона с оркестром)
- 1975 : Spartacus (Спартак)
- 1975 : Un pas plus large, Maître (Шире шаг, Маэстро)
- 1976 : Café Isotope (Кафе "Изотоп")
- 1976 : Comment le tsar Pierre le Grand a marié un Noir (Сказ про то, как царь Петр арапа женил)
- 1976 : Crime (Преступление)
- 1976 : Distraction pour les petits vieux (Развлечение для старичков)
- 1976 : Histoire d’un acteur de province (Повесть о неизвестном актере)
- 1976 : L'Ascension (Восхождение)
- 1976 : L'Or fou (Бешеное золото)
- 1976 : La Farce (Розыгрыш)
- 1976 : La Légende de Til (Легенда о Тиле)
- 1976 : Les Aventures de Travka (Приключения Травки)
- 1976 : Les Orphelins (Подранки)
- 1976 : Les Tsiganes montent au ciel (Табор уходит в небо)
- 1976 : Mélodies des nuits blanches (Мелодии белой ночи)
- 1976 : Mon affaire (Мое дело)
- 1976 : Nos Dettes (Долги наши)
- 1976 : Parole à la défense (Слово для защиты)
- 1976 : Peu importe (Трын-трава)
- 1976 : Sa propre opinion (Собственное мнение)
- 1976 : Tu es à moi, je suis à toi (Ты мне, я тебе)
- 1977 : Appelle-moi vers un lointain radieux (Позови меня в даль светлую)
- 1977 : Des gens étranges (Смешные люди!)
- 1977 : Déviation - Zéro (Отклонение — ноль)
- 1977 : Incognito de St Péterbourg (Инкогнито из Петербурга)
- 1977 : L'Auberge de la rue Piatniskaïa (Трактир на Пятницкой)
- 1977 : La Steppe (Степь)
- 1977 : Le Destin (Судьба)
- 1977 : Le Marécage (Трясина / нетипичная история)
- 1977 : Le Soleil d'automne (Осеннее солнце)
- 1977 : Les Ennemis (Враги)
- 1977 : Mimino (Мимино)
- 1977 : Partition inachevée pour piano mécanique (Неоконченная пьеса для механического пианино)
- 1977 : Romance de bureau (Служебный роман)
- 1977 : Roudine (Рудин)
- 1977 : Selon les condifions familiales (По семейным обстоятельствам)
- 1977 : Souviens-toi de temps à autre (Ты иногда вспоминай)
- 1977 : Une cigogne dans le ciel (Журавль в небе)
- 1977 : Une femme étrange (Странная женщина)
- 1978 : 31 juin (31 июня)
- 1978 : Cinq soirées (Пять вечеров)
- 1978 : Emelian Pougatchev (Емельян Пугачев)
- 1978 : Ils s’embrassent (Целуются зори)
- 1978 : L'Étoile de l'espoir (Звезда надежды)
- 1978 : La Citoyenne Nikanorova vous attend (Вас ожидает гражданка Никанорова)
- 1978 : La Femme qui chante (Женщина, которая поет)
- 1978 : La Marchande et le Poète (Торговка и поэт)
- 1978 : Le Jour de la fête (В день праздника)
- 1978 : Le Père Serge (Отец Сергий)
- 1978 : Le Virage (Поворот)
- 1978 : Leçons de français (Уроки французского)
- 1978 : Les Centaures (Кентавры)
- 1978 : Pas de signe particulier (Особых примет нет)
- 1978 : Recherches préliminaires (Предварительное расследование)
- 1978 : Un accident de chasse / Un drame à la chasse (Мой ласковый и нежный зверь)
- 1978 : Un miracle ordinaire (Обыкновенное чудо)
- 1979 : Ah, vaudeville, vaudeville (Ах, водевиль, водевиль!)
- 1979 : Avec amour partagé (С любовью пополам)
- 1979 : Ce Munchausen (Тот самый Мюнхгаузен)
- 1979 : Garage (Гараж)
- 1979 : Ici, sur ma terre (Здесь, на моей земле)
- 1979 : L'Envol (Взлет)
- 1980 : L'Équipage (Экипаж)
- 1979 : La Rencontre (Встреча)
- 1979 : Le Monde en trois dimensions (Мир в трех измерениях)
- 1979 : Le Thème (Тема)
- 1979 : Les Bonnes Gens (Добряки)
- 1979 : Les Petites Tragédies (Маленькие трагедии)
- 1979 : Le Marathon d'automne (Осенний марафон)
- 1979 : Moscou ne croit pas aux larmes (Москва слезам не верит)
- 1979 : Quelques jours de la vie d'Oblomov (Несколько дней из жизни И.И.Обломова)
- 1979 : Scènes de la vie familiale (Сцены из семейной жизни)
- 1979 : Stalker (Сталкер)
- 1979 : Tournée d'adieu de (Прощальная гастроль «Артиста»)
- 1979 : Un verre d’eau (Стакан воды)
- 1979 : Une femme pour le hussard (Сватовство гусара)
- 1979 : Vanité des vanités (Суета сует)
- 1979 : Sibériade (Сибириада) d'Andreï Kontchalovski

## Années 1980

### Années 1980-1984
- 1980 : À la recherche d'allumettes За спичками)
- 1980 : Ayez un mot pour le pauvre hussard (О бедном гусаре замолвите слово)
- 1980 : De la vie des estivants (Из жизни отдыхающих)
- 1980 : Des hommes dans l'océan (Люди в океане)
- 1980 : L'Attente (Ожидание)
- 1980 : La Chasse aux renards (Охота на лис)
- 1980 : La Comédie des jours anciens (Комедия давно минувших дней)
- 1980 : La Neige blanche de Russie (Белый снег России)
- 1980 : La Nomination (Назначение)
- 1980 : La Vie est belle (Жизнь прекрасна)
- 1980 : Le Dégradé (Разжалованный)
- 1980 : Le Sauveur (Спасатель)
- 1980 : Les Célibataires (Холостяки)
- 1980 : Ne tirez pas sur les cygnes blancs (Не стреляйте в белых лебедей)
- 1980 : Oh sport - tu es la paix (О спорт, ты – мир!)
- 1980 : Qui paiera pour le succès (Кто заплатит за удачу)
- 1980 : Récit d'un inconnu (Рассказ неизвестного человека)
- 1980 : Téhéran 43 (Тегеран-43)
- 1980 : Un cavalier sur un cheval en or (Всадник на золотом коне)
- 1980 : Un exercice particulièrement important (Особо важное задание)
- 1980 : Un mari idéal (Идеальный муж)
- 1980 : Vingt-six jours de la vie de Dostoïevski (Двадцать шесть дней из жизни Достоевского)
- 1981 : À travers le Gobi et le Khingan (Через Гоби и Хинган)
- 1981 : Faits d'un jour passé (Факты минувшего дня)
- 1981 : L'Argent fou (Бешеные деньги)
- 1981 : La Bien-aimée du mécanicien Gavrilov (Любимая женщина механика Гаврилова)
- 1981 : La Huitième Merveille du monde (Восьмое чудо света)
- 1981 : La Parentèle (Родня)
- 1981 : La Source (Родник)
- 1981 : Le Chapeau (Шляпа)
- 1981 : Le Jour des parents (Родительский день)
- 1981 : Le Père avait trois fils (Было у отца три сына)
- 1981 : Le Vent de février (Февральский ветер)
- 1981 : Lénine à Paris (Ленин в Париже)
- 1981 : Les Adieux à Matiora (Прощание)
- 1981 : Les Mecs (Мужики!..)
- 1981 : Pluie d'étoiles (Звездопад)
- 1981 : Soyez mon mari (Будьте моим мужем)
- 1981 : Un ami malvenu (Незваный друг)
- 1981 : Valentina (Валентина)
- 1981 : Vassili et Vassilissa (Василий и Василиса)
- 1982 : Absinthe - herbe amère (Полынь — трава горькая)
- 1982 : Cherchez la femme (Ищите женщину)
- 1982 : Héritière directe (Наследница по прямой)
- 1982 : Incident dans le carré 36-80 (Случай в квадрате "36-80")
- 1982 : L'Anniversaire (День рождения)
- 1982 : L'Homme qui a fermé la ville (Человек, который закрыл город)
- 1982 : La Porte Pokrovski (Покровские ворота)
- 1982 : Laisser une trace (Оставить след)
- 1982 : Le Conte des voyages (Сказка странствий)
- 1982 : Le Loriot pleure quelque part (Где - то плачет иволга)
- 1982 : Le Loto de 1982 (Спортлото-82)
- 1982 : Les Cloches rouges (première partie Le Mexique en flammes) (Красные колокола. Ф. 1-й Мексика в огне)
- 1982 : Les Cloches rouges (deuxième partie J'ai vu naître un nouveau monde) (Красные колокола. Ф. 2-й Я видел рождение нового мира)
- 1982 : Les Élus (Избранные)
- 1982 : Les Frères (Братья)
- 1982 : Les larmes coulaient (Слезы капали)
- 1982 : Mère Marie (Мать Мария)
- 1982 : Nizami (Низами)
- 1982 : Protégez les hommes (Берегите мужчин!)
- 1982 : Un train s'est arrêté (Остановился поезд)
- 1982 : Une gare pour deux (Вокзал для двоих)
- 1982 : La Vie privée (Частная жизнь)
- 1982 : Visage (Лицо)
- 1983 : Anna Pavlova (Анна Павлова)
- 1983 : Au point dangereux (У опасной черты)
- 1983 : Deux chapitres d'une chronique familiale (Две главы из семейной хроники)
- 1983 : Foyer pour célibataires (Одиноким предоставляется общежитие)
- 1983 : Jardin d'enfants (Детский сад)
- 1983 : Je ne veux pas grandir (Не хочу быть взрослым)
- 1983 : L'Adolescent (Подросток)
- 1983 : L'Arc en ciel lunaire (Лунная радуга)
- 1983 : L'Épouvantail (Чучело)
- 1983 : La Cage aux canaris (Клетка для канареек)
- 1983 : Le Rivage (Берег)
- 1983 : Lioubov Orlova (Любовь Орлова)
- 1983 : Mary Poppins, au revoir (Мэри Поппинс, до свидания)
- 1983 : Né deux fois (Дважды рожденный)
- 1983 : Nostalghia (Ностальгия)
- 1983 : Nous sommes du jazz (Мы из джаза)
- 1983 : Postface (Послесловие)
- 1983 : Qui frappe à ma porte... (Кто стучится в дверь ко мне...)
- 1983 : Sans témoins (Без свидетелей) (sorti en 1979 ?)
- 1983 : Vassa (Васса)
- 1984 : Amour et Pigeons (Любовь и голуби)
- 1984 : Double dépassement (Двойной обгон)
- 1984 : En suivant (Идущий следом)
- 1984 : Et la vie, et les larmes, et l’amour… (И жизнь, и слезы, и любовь...)
- 1984 : Histoire européenne (Европейская история)
- 1984 : Je réponds de toi (Я за тебя отвечаю)
- 1984 : La Formule de l'amour (Формула любви)
- 1984 : La Grande ville Novgorod (Господин Великий Новгород)
- 1984 : La Victoire (Победа)
- 1984 : La Zone des obstacles (Полоса препятствий)
- 1984 : Le Temps des désirs (Время желаний)
- 1984 : Le Week-end (Время отдыха с субботы до понедельника)
- 1984 : Les Âmes mortes (Мертвые души)
- 1984 : Mikhaïlo Lomonossov (Михайло Ломоносов)
- 1984 : Parade des planètes (Парад планет)
- 1984 : Romance cruelle (Жестокий романс)
- 1984 : Succès (Успех)

### Années 1985-1989
- 1985 : Comment devenir heureux (Как стать счастливым)
- 1985 : Danger de mort (Опасно для жизни!)
- 1985 : L'Homme à l'accordéon (Человек с аккордеоном)
- 1985 : La Bataille de Moscou (Битва за Москву)
- 1985 : La Plus charmante et attrayante (Самая обаятельная и привлекательная)
- 1985 : La Variante du zombie (Вариант "Зомби")
- 1985 : La Ville des fiancés (Город невест)
- 1985 : Le Testament (Завещание)
- 1985 : Par un soir d'hiver à Gagra (Зимний вечер в Гаграх)
- 1985 : Pilote d'essai (Испытатель)
- 1985 : Requiem pour un massacre (Иди и смотри)
- 1985 : Sincèrement vôtre (Искренне ваш...)
- 1986 : Aéroport avec entrée de service (Аэропорт со служебного входа)
- 1986 : Boris Godounov (Борис Годунов)
- 1986 : Compagnon de route (Попутчик)
- 1986 : Dans la Grand-Rue avec la fanfare (По главной улице с оркестром)
- 1986 : Jaguar (Ягуар)
- 1986 : Kin-dza-dza! (Кин-дза-дза)
- 1986 : L'Offense (Обида)
- 1986 : Le Cri du dauphin (Крик дельфина)
- 1986 : Le Garçon de courses (Курьер)
- 1986 : Le Pigeon sauvage (Чужая Белая и Рябой)
- 1986 : Le Premier Gars (Первый парень)
- 1986 : Le Temps des fils (Время сыновей)
- 1986 : Lermontov (Лермонтов)
- 1986 : Mon clown préféré (Мой любимый клоун)
- 1986 : On est bien ! (Хорошо сидим!)
- 1986 : Parapluie pour jeunes mariés (Зонтик для новобрачных)
- 1986 : Plioumboum, ou un jeu dangereux (Плюмбум, или опасная игра)
- 1986 : Sept cris dans l'océan (Семь криков в океане)
- 1986 : Tchicherine (Чичерин)
- 1986 : Zina-Zinoulia (Зина-Зинуля)
- 1987 : À la fin de la nuit (На исходе ночи)
- 1987 : Choura et Prosvirniak (Шура и Просвирняк)
- 1987 : Débrouillards (Ловкачи)
- 1987 : Emprunt pour un mariage (Ссуда на брак)
- 1987 : Garde-marines, en avant ! (Гардемарины, вперёд!)
- 1987 : Jardin des désirs (Сад желаний)
- 1987 : L'Enclos (Загон)
- 1987 : L'Homme du boulevard des Capucines (Человек с бульвара Капуцинов)
- 1987 : La Sonate à Kreutzer (Крейцерова соната)
- 1987 : Le Choix (Выбор)
- 1987 : Le Gué (Брод)
- 1987 : Mélodie oubliée pour une flûte (Забытая мелодия для флейты)
- 1987 : Où se trouve nofelet ? (Где находится нофелет?)
- 1987 : Sans soleil (Без солнца)
- 1987 : Souvenez-vous de moi tel que je suis (Запомните меня такой)
- 1987 : Un bobard (Байка)
- 1988 : À côté de ses pompes (Неприкаянный)
- 1988 : Aelita, ne t'accroche pas aux hommes (Аэлита, не приставай к мужчинам)
- 1988 : Assa (Асса)
- 1988 : Chère Elena Sergueïevna (Дорогая Елена Сергеевна)
- 1988 : Chère satisfaction (Дорогое удовольствие)
- 1988 : L'Ascension (Вознесение)
- 1988 : L'Automne à Tchertanovo... (Осень, Чертаново...)
- 1988 : L'Avocat Sedov (Защитник Седов)
- 1988 : L'Été froid de l'année 53 (Холодное лето пятьдесят третьего)
- 1988 : La Femme du marchand de pétrole (Жена керосинщика)
- 1988 : La Petite Marionnette (Куколка)
- 1988 : La Ville zéro (Город зеро)
- 1988 : Le Mari et la fille de Tamara Aleksandrovna (Муж и дочь Тамары Александровны)
- 1988 : Le Moine noir (Черный монах)
- 1988 : Le Pouvoir des Solovki (Власть Соловецкая)
- 1988 : Le Serviteur (Слуга)
- 1988 : Les Pères (Отцы)
- 1988 : Sans domicile fixe (Бомж)
- 1988 : Tragédie dans le style rock (Трагедия в стиле рок)
- 1988 : Train express (Скорый поезд)
- 1988 : Tuer le dragon (Убить дракона)
- 1988 : Un pas / Le Vaccin vivant (Шаг / Живая вакцина)
- 1988 : Zone interdite (Запретная зона)
- 1989 : Apaise mes chagrins (Утоли моя печали)
- 1989 : Avaria, fille de flic (Авария — дочь мента)
- 1989 : Et tout l'amour (И вся любовь)
- 1989 : Interfille (Интердевочка)
- 1989 : Je me sens bien (Я в полном порядке)
- 1989 : Karotine était-il là ? (А был ли Каротин?)
- 1989 : La Comédie de Lysisthrata (Комедия о Лисистрате)
- 1989 : La Coupe de la patience (Чаша терпения)
- 1989 : La liberté, c'est le paradis (Сэр (Свобода — это рай)))
- 1989 : La Visite d'une dame (Визит дамы)
- 1989 : Lady Macbeth du district de Mtsensk (Леди Макбет Мценского уезда)
- 1989 : Les Bulles de champagne (Брызги шампанского)
- 1989 : Mère de Jésus (Мать Иисуса)
- 1989 : Pater Noster (Отче наш)
- 1989 : Rose noire – emblème de la tristesse, rose rouge – emblème de l'amour (Черная роза - эмблема печали, красная роза - эмблема люб)
- 1989 : Sofia Petrovna (Софья Петровна)
- 1989 : Stalingrad (Сталинград)
- 1989 : Un détective privé, ou Opération « Coopération » (Частный детектив, или Операция )
- 1989 : Vivre en marge (Жизнь по лимиту)

## Années 1990
- 1990 : La Mère (Мать)
- 1990 : Dix ans sans le droit d'écrire (Десять лет без права переписки)
- 1990 : Enfants de chiennes (Сукины дети)
- 1990 : Fatigués (Уставшие)
- 1990 : L'Ennemi du peuple Boukharine (Враг народа Бухарин)
- 1990 : La Chapka (Шапка)
- 1990 : La Côte d'Adam (Ребро Адама)
- 1990 : La Loi (Закон)
- 1990 : La Place de l'assassin est libre (Место убийцы вакантно...)
- 1990 : La Roulette russe (Русская рулетка)
- 1990 : Le Jour des femmes (Женский день)
- 1990 : Le Piège à souris (Мышеловка)
- 1990 : Leçons à la fin du printemps (Уроки в конце весны)
- 1990 : Les Obsèques de Staline (Похороны Сталина)
- 1990 : Nikolaï Vavilov (Николай Вавилов)
- 1990 : On ne peut vivre ainsi (Так жить нельзя)
- 1990 : Passeport (Паспорт)
- 1990 : Savoy (Савой)
- 1991 : Absence d’amour (Нелюбовь)
- 1991 : Anna Karamazova (Анна Карамазофф)
- 1991 : Armavir (Армавир)
- 1991 : Chien-loup (Волкодав)
- 1991 : Footballeur (Футболист)
- 1991 : Infinitas (Бесконечность)
- 1991 : L'Assassin du tsar (Цареубийца)
- 1991 : La Peau (Шкура)
- 1991 : Le Siège de Venise (Осада Венеции)
- 1991 : Les Migrants (Мигранты)
- 1991 : Les Papillons (Бабочки)
- 1991 : Les Toqués (Чокнутые)
- 1991 : Nuage-paradis (Облако-рай)
- 1991 : Perdu en Sibérie (Затерянный в Cибири)
- 1991 : Promesse du ciel (Небеса обетованные)
- 1991 : Séparons nous - pendant que nous sommes beaux (Расстанемся - пока хорошие)
- 1991 : Une maison sous le ciel étoilé (Дом под звездным небом)
- 1992 : À Odessa, il fait beau, mais il pleut à Little Odessa (На Дерибасовской хорошая погода, или На Брайтон-Бич опять идут дожди)
- 1992 : Arbitre (Арбитр)
- 1992 : Comment vivez-vous, les carassins ? (Как живете, караси?)
- 1992 : Encore, toujours encore ! (Анкор, еще анкор !)
- 1992 : Katka et Chiz (Катька и Шиз)
- 1992 : La Maison sur le boulevard Rojdestvenski (Дом на Рождественском бульваре)
- 1992 : La Russie que nous avons perdue (Россия, которую мы потеряли)
- 1992 : Le Casino (Казино)
- 1992 : Le Cercle des intimes (Ближний круг)
- 1992 : Le Petit Géant de l'amour (Маленький гигант большого секса)
- 1992 : Les Possédés – Nicolas Stavroguine (Бесы)
- 1992 : Moscou parade (Прорва)
- 1992 : Roi blanc, dame rouge (Белый король, Красная королева)
- 1992 : Une femme dans la mer (Женщина в море)
- 1992 : Voir Paris et mourir (Увидеть Париж и умереть)
- 1993 : L'Imperméable de Casanova (Плащ Казановы)
- 1993 : La Prédiction / La Prophétie (Предсказание)
- 1993 : La Vie privée de la reine (Личная жизнь королевы)
- 1993 : Les Enfants des dieux de fonte (Дети чугунных богов)
- 1993 : Nastia (Настя)
- 1993 : Petits hommes de la ruelle des Bolcheviks, ou Je veux de la bière (Маленькие человечки Большевистского переулка, или Хочу пива)
- 1993 : Rêves (Сны)
- 1994 : Riaba ma poule (Курочка Ряба)
- 1994 : Roman de boulevard (Бульварный роман)
- 1994 : Trois sœurs (Три сестры)
- 1995 : Aimer à la russe (Любить по-русски)
- 1995 : De la musique pour décembre (Музыка для декабря)
- 1995 : La Demoiselle paysanne (Барышня-крестьянка)
- 1995 : Le Joueur solitaire (Одинокий игрок)
- 1995 : Le Petit démon (Мелкий бес)
- 1995 : Les Mechtcherski (Мещерские)
- 1995 : Pile ou face (Орел и решка)
- 1995 : Quel jeu merveilleux (Какая чудная игра)
- 1995 : Shirly-Myrli (Ширли-мырли)
- 1995 : Une pièce pour un passager (Пьеса для пассажира)
- 1995 : Vacances moscovites (Московские каникулы)
- 1996 : Aimer à la russe 2 (Любить по-русски 2)
- 1996 : Bien aimé d’un passé lointain... (Милый друг давно забытых лет...)
- 1996 : L'Animal non-vivant (Неживой зверь)
- 1996 : La Section scientifique des pilotes (Научная секция пилотов)
- 1996 : Le Petit Chat (Котенок)
- 1996 : Le Retour du cuirassé (Возвращение броненосца)
- 1996 : Ligne de vie (Линия жизни)
- 1996 : Salut, grand bêta (Привет, дуралеи)
- 1997 : Don Quichotte revient (Дон Кихот возвращается)
- 1997 : Le Temps du danseur (Время танцора)
- 1997 : Les Enfants du lundi (Дети понедельника)
- 1997 : Passions dans l'atelier "Chakh" (Страсти в ателье "Шах")
- 1997 : Policiers et Voleurs (Полицейские и воры)
- 1998 : L'Amour du mal (Любовь зла...)
- 1998 : Le Jour de la pleine lune (День полнолуния)
- 1998 : Qui, sinon nous (Кто, если не мы)
- 1999 : La Noce (Свадьба)
- 1999 : Service chinois (Китайский сервиз)

## Années 2000
- 2000 : Deux Camarades (Два товарища)
- 2000 : La Jalousie des Dieux (Зависть богов)
- 2000 : Soirées athéniennes (Афинские вечера)
- 2001 : Faisons l’amour (Займемся любовью)
- 2001 : La Montre sans aiguilles (Часы без стрелок)
- 2001 : Le 101e kilomètre (101-й километр)
- 2001 : Poisons ou l’histoire universelle des empoisonnements (Яды или Всемирная история отравлений)
- 2002 : Kalashnikov et Spartacus (Спартак и Калашников)
- 2002 : L'Étoile (Звезда)
- 2002 : La Maison de fous (Дом дураков) d'Andreï Kontchalovski
- 2003 : Bénie soit la femme (Благословите женщину)
- 2003 : De l'amour (О любви)
- 2003 : Jeux de papillons (Игры мотыльков)
- 2003 : La Clé de la chambre à coucher (Ключ от спальни)
- 2003 : Tempêtes magnétiques (Магнитные бури)
- 2003 : Une autre femme un autre homme (Другая женщина другой мужчина)
- 2004 : Le Cavalier de la mort (Всадник по имени Смерть)
- 2004 : Miracle à Rechetov (Чудеса в Решетове)
- 2005 : Anna (Анна)
- 2005 : Docteur Jivago (Доктор Живаго)
- 2005 : L'Homme ne vit pas que de pain (Не хлебом единым)
- 2005 : La Fuite (Побег)
- 2005 : La Tête du classique (Голова классика)
- 2005 : Le Temps de ramasser les pierres (Время собирать камни)
- 2007 : D'où proviennent les enfants (Откуда берутся дети)
- 2007 : Foulards (Платки)
- 2007 : Le Caucase (Кавказ)
- 2007 : Megapolis (Мегаполис)
- 2008 : L'Empire disparu (Исчезнувшая империя)
- 2008 : La Passagère (Пассажирка)
- 2008 : Sable lourd (Тяжелый песок)
- 2008 : Soleil froid (Холодное солнце)
- 2009 : Objet N°1 (Объект №1)
- 2009 : Salle N°6 - Tchékhov (Палата №6)

## Années 2010
- 2010 : BRATiYA (БРАТиЯ)
- 2010 : La Bataille de Brest-Litovsk (Брестская крепость)
- 2010 : La Trêve (Перемирие)
- 2010 : Le Jour de la bête (День зверя)
- 2010 : Le lutteur n'a pas mal (Борцу не больно)
- 2010 : Poste tranquille (Тихая застава)
- 2010 : Zaïtsev, brûle ! Histoire d'un showman (Зайцев, жги! История шоумена)
- 2012 : L'Encerclement (В окружении)
- 2012 : Le Tigre blanc (Белый тигр)
- 2012 : Les Chercheurs d'aventures (Искатели приключений)
- 2013 : Blousons de cuir (Косухи)

## Production de Mosfilm Children's Film Unit
- 1961 : Le Rouleau compresseur et le Violon (Каток и скрипка, Katok I skripka) d'Andreï Tarkovski